# Erinnyis obscura
Erinnyis obscura är en fjärilsart som beskrevs av Fabricius 1775. Erinnyis obscura ingår i släktet Erinnyis och familjen svärmare. Inga underarter finns listade i Catalogue of Life.

## Beskrivning

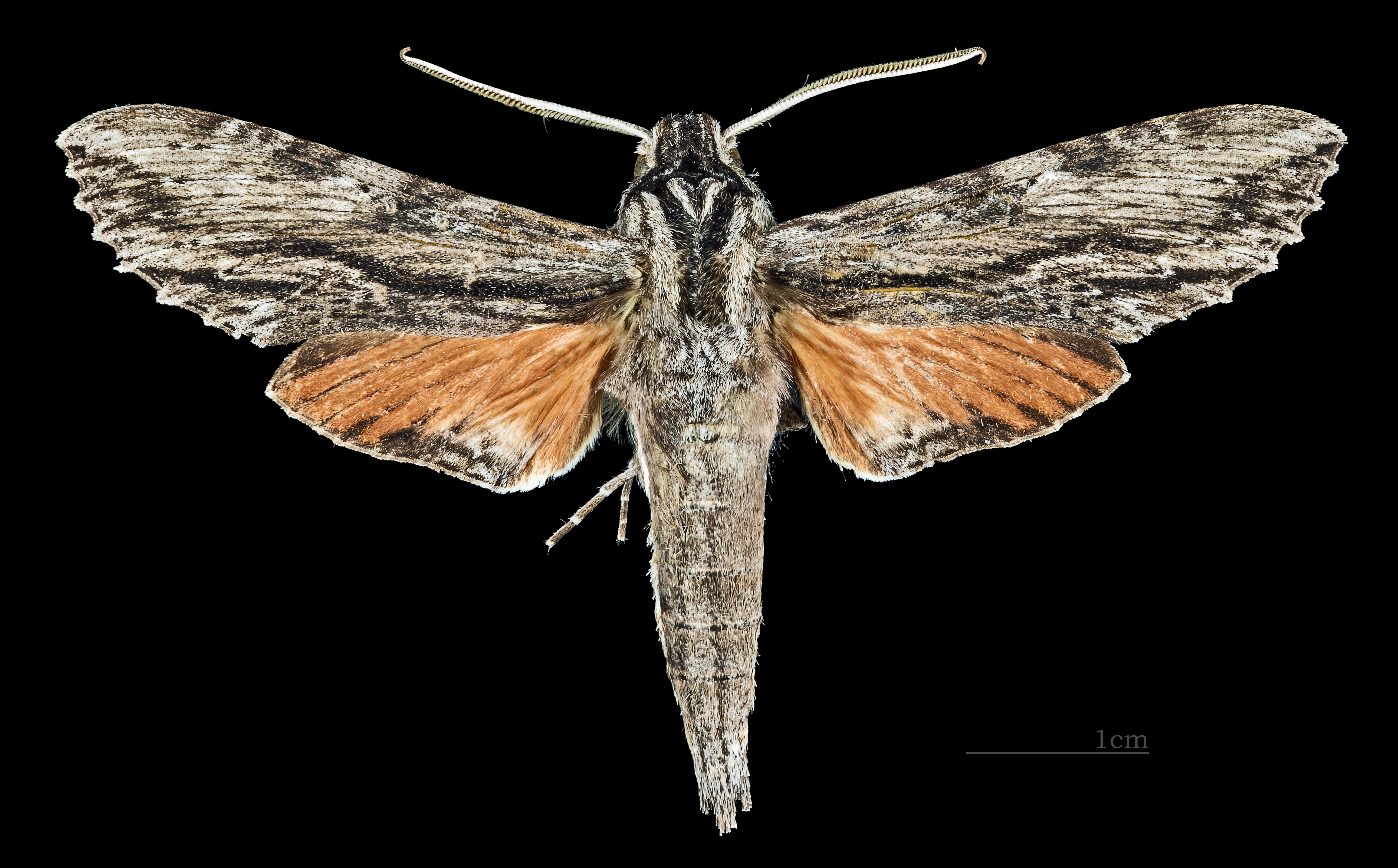
Erinnyis obscura obscura ♂
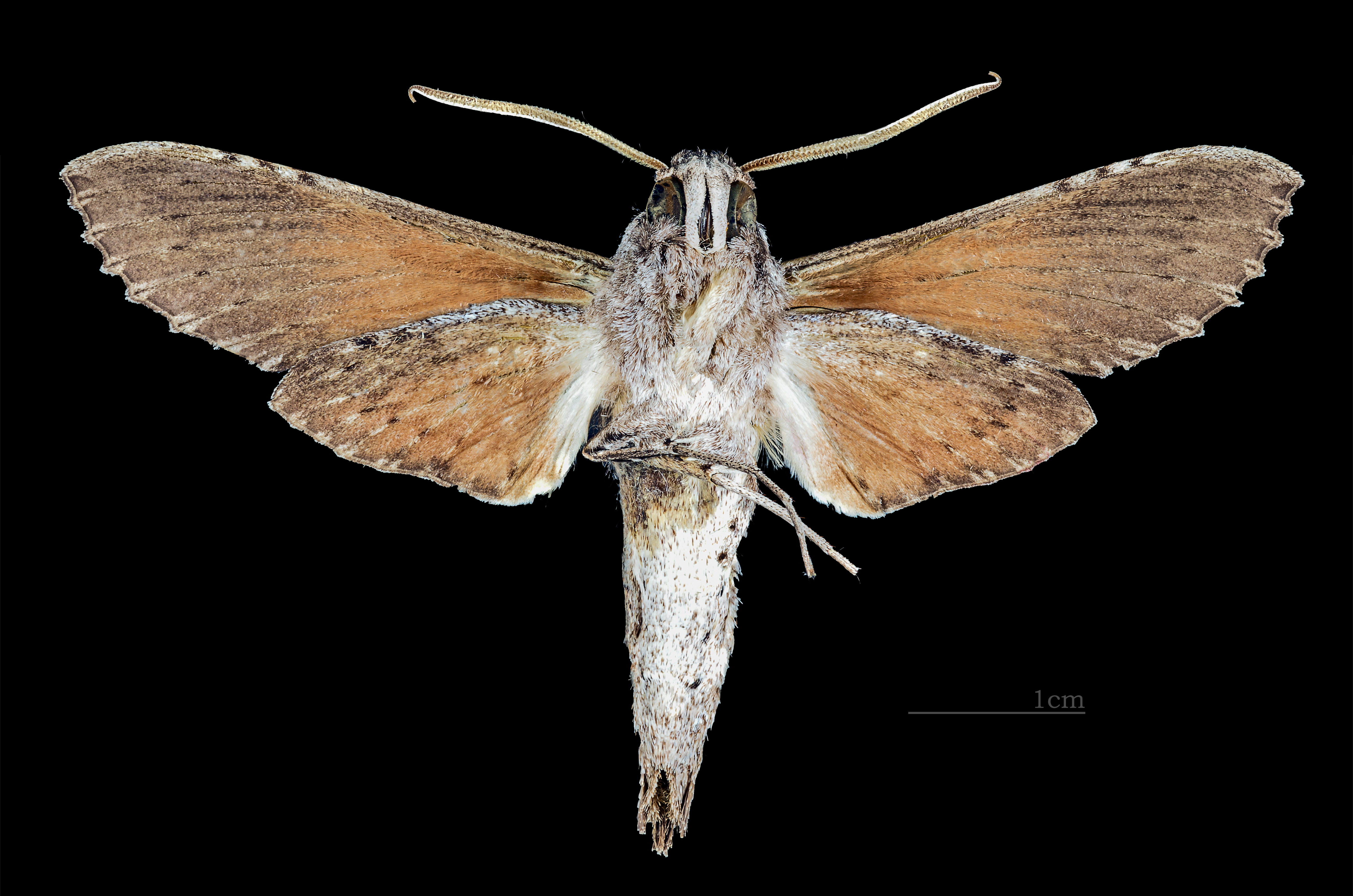
Erinnyis obscura obscura  ♂ △
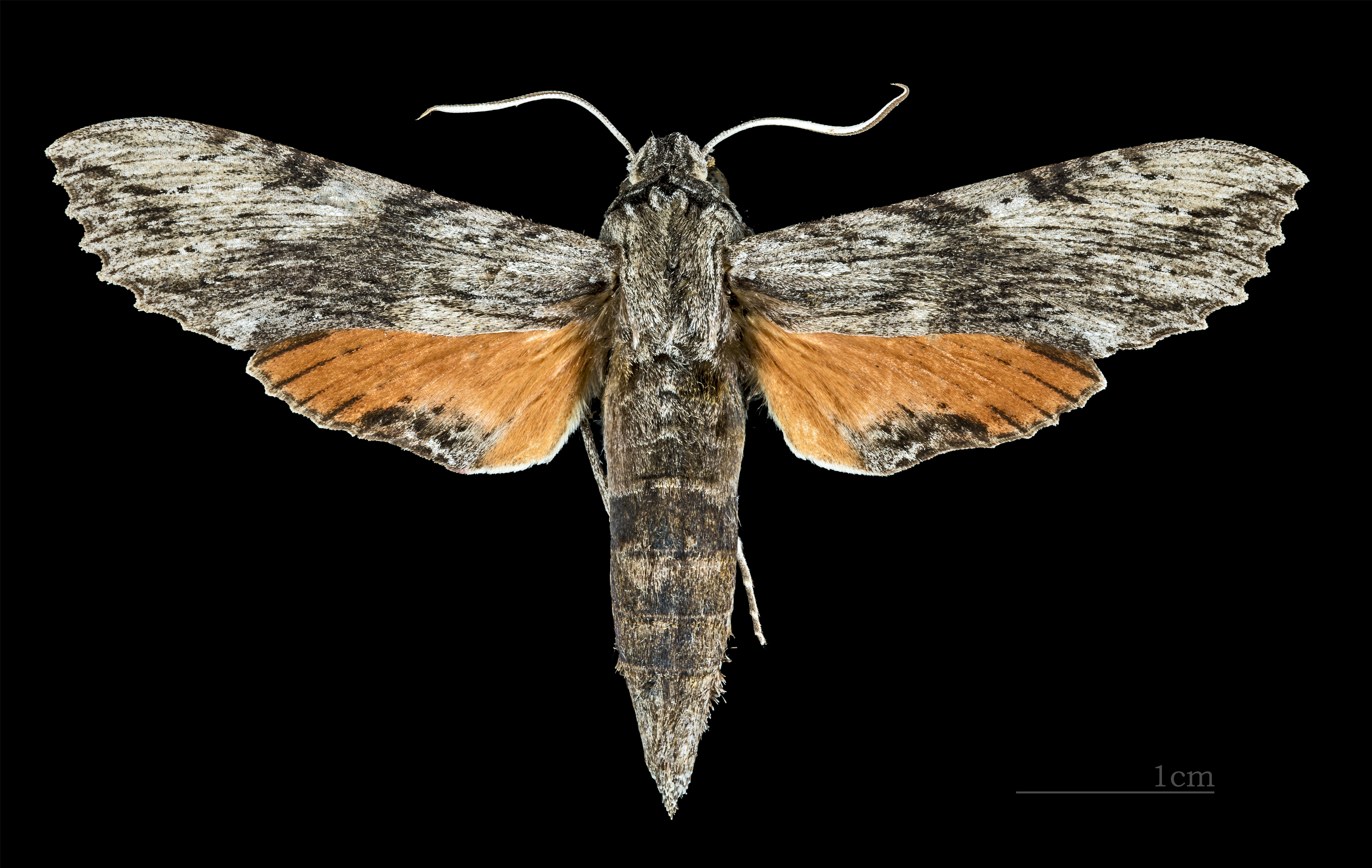
Erinnyis obscura obscura  ♀
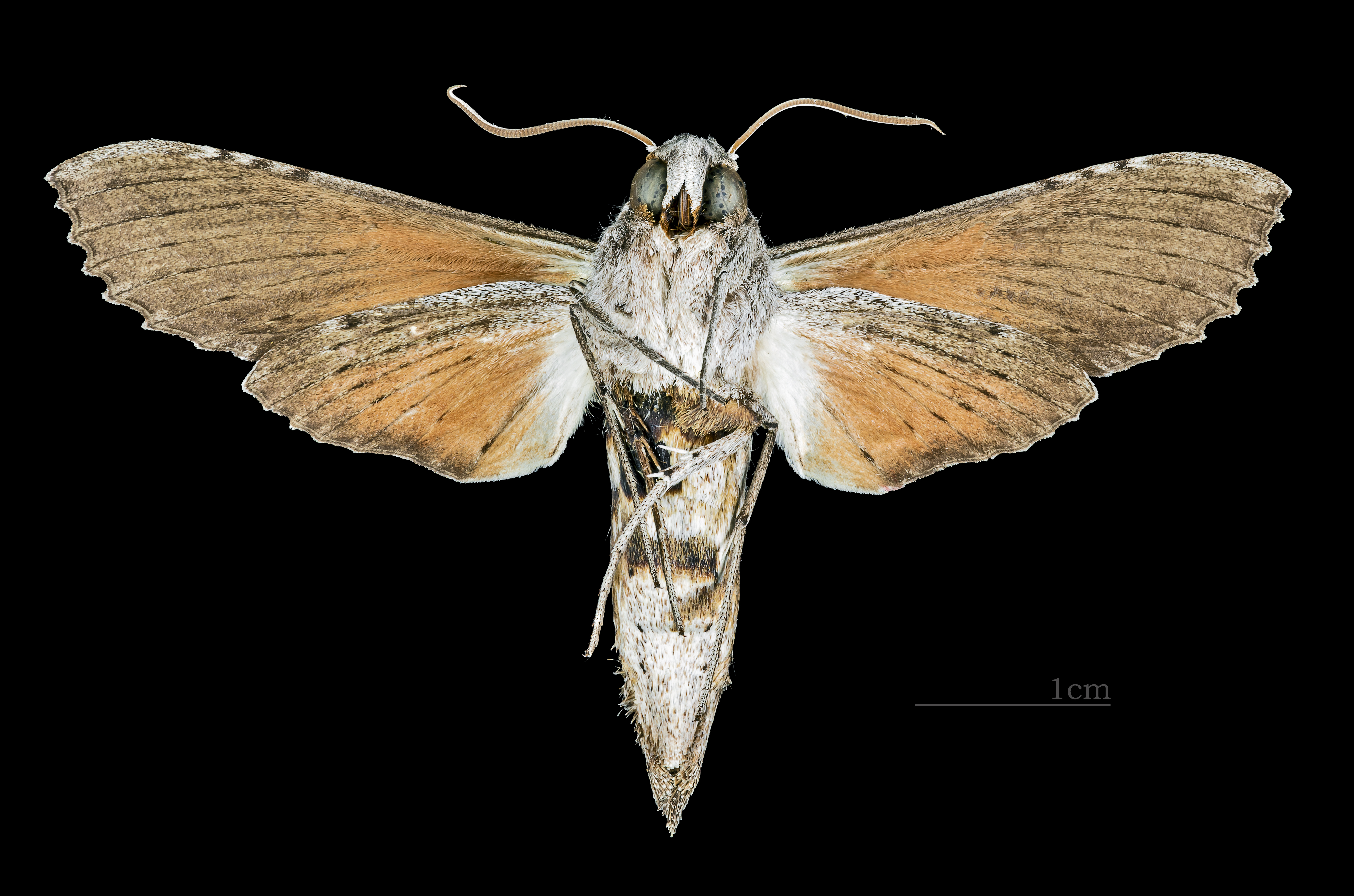
Erinnyis obscura obscura ♀ △

## Bildgalleri

Erinnyis obscura conformis ♂
Erinnyis obscura conformis ♂△
Erinnyis obscura conformis ♀
Erinnyis obscura conformis ♀ △